# Bunk'd
Bunk'd (Campamento Kikiwaka en España, y Acampados en Hispanoamérica) es una serie original de Disney Channel y spin-off de Jessie protagonizada en sus inicios por Peyton List, Karan Brar, Skai Jackson, Miranda May, Kevin Quinn, Nathan Arenas y Nina Lu. La serie tuvo su estreno en Estados Unidos el 31 de julio de 2015. En el Reino Unido e Irlanda la serie fue estrenada el 20 de noviembre de 2015. En Latinoamérica la serie tuvo su preestreno el día 23 de enero de 2016 después de que se emitió el final de Jessie  y su estreno oficial fue el 13 de febrero. Mientras que se estrenó en España el 18 de marzo del mismo año. La segunda temporada en Latinoamérica se estrenó el 3 de diciembre de 2016.
La serie fue renovada para una tercera temporada por Disney Channel el 31 de agosto de 2017. El 1 de septiembre de 2017, Disney Channel ha confirmado que Kevin Quinn, Nathan Arenas, y Nina Lu estarán ausentes en la tercera temporada, ingresando al elenco Raphael Alejandro, Will Buie Jr. y Mallory James Mahoney. La tercera temporada se estrenó en Estados Unidos el 17 de junio de 2018.
El 15 de noviembre de 2018, Disney Channel renovó la serie para una cuarta temporada con producción a partir de marzo de 2019 y se informó que los protagonistas Peyton List, Karan Brar y Skai Jackson ya no forman parte de la serie, siendo reemplazados por Shelby Simmons, Scarlett Estevez e Israel Johnson.
La cuarta temporada fue estrenada en Disney Channel el 20 de junio de 2019.
El 24 de febrero de 2020, Disney Channel anunció que la serie se había renovado para una quinta temporada, y que la producción comenzaría en el otoño de 2020. La productora ejecutiva Erin Dunlap será la única productora de la quinta temporada. Además, todo el elenco de la cuarta temporada, con la excepción de Scarlett Estevez, está listo para regresar. En octubre de 2020, se confirmó que List volvería a la serie como invitada especial en el primer episodio de la quinta temporada.
El 15 de diciembre de 2021, se anunció que la serie había empezado la producción para una sexta temporada subtitulada Learning the Ropes que se estrenó el 10 de junio de 2022.
El 11 de octubre de 2022, Disney Channel renovó la serie para una séptima temporada de 20 episodios la cual se estrenó el 23 de julio de 2023.
El 29 de diciembre de 2023 se anunció que Disney Channel había extendido la séptima temporada a 22 episodios y reveló que sería la última temporada.
El 9 de febrero de 2024, mediante sus redes sociales, algunos actores confirmaron que la serie había terminado sus grabaciones. En fotos aparecieron Scarlett Estevez, Will Buie Jr., Shelby Simmons y Raphael Alejandro, lo que confirmaría su regreso para al menos el capítulo final de la serie.

## Argumento

### Primera temporada
Luego de que su niñera Jessie Prescott se vaya a Hollywood, los hermanos Ross: Emma (Peyton List), Ravi (Karan Brar) y Zuri (Skai Jackson), deciden pasar el verano en el campamento Kikiwaka, donde sus padres, Christina y Morgan, se conocieron como adolescentes. Ahí conocen a Lou, líder de una agrupación llamado "Las Marmotas"; Xander, un guitarrista e interés amoroso de Emma; Jorge, un chico un poco problemático que busca hacer amigos; y Tiffany, una campista de origen chino. Ellos hacen todo lo posible para adaptarse a sus vidas en el campamento, que fue fundado por "Jedediah Swearengen" y lleva el nombre de una legendaria criatura parecida a "Pie Grande" que vive en el bosque cercano.

### Segunda temporada
Emma y Ravi reanudan su papel como CA (Consejero ayudante) llevando las experiencias de su primer verano en el campamento. Junto con Zuri, su mejor amiga y camarada Tiffany, la alegre consejera principal Lou, el rompecorazones del campamento Xander y el hilarantemente imaginativo Jorge, los campistas se embarcan en nuevas y emocionantes aventuras durante su estadía en el campamento Kikiwaka. Los amigos dan la bienvenida a un campista inesperado con un pasado dudoso llamado Griff.

### Tercera temporada
Emma, Ravi y Zuri regresan con entusiasmo al Campamento Kikiwaka listos para forjar nuevas amistades y recuerdos como asesores, solo para descubrir que varias cabañas nunca fueron reconstruidas después del incendio y la propietaria anterior, Gladys, ha huido con el dinero del seguro. Con la esperanza de construir un campamento más grande y mejor operado únicamente por niños, los hermanos Ross convencen a sus padres para que compren Kikiwaka y los pongan a cargo. Un nuevo trío de campistas primerizos se unen y logran alentar una tonelada de aventuras: Matteo Silva, quien prefiere no estar en el campamento, Finn Sawyer, primo de Lou, y Destiny Baker, una joven que ha pasado su infancia en el circuito del concurso.
Al final de la temporada, los hermanos Ross habían conseguido nuevos empleos y deciden abandonar el campamento, por lo que su madre decide venderlo, pero una vez hecho, se preocupan por Lou, quien estaría completamente devastada si ocurre eso, ya que ocurriría que el campamento quede cerrado, por lo que deciden animarla con un paseo en globo para contarle toda la verdad. Finalmente en la última noche, los hermanos Ross habían tomado una decisión, y deciden venderle el campamento a Lou por un dólar, debido al coraje que tiene, convirtiéndola en la nueva propietaria del campamento. Mientras tanto, aún la leyenda del Kikiwaka sigue sin ser descubierta.

### Cuarta temporada
Después de comprar Camp Kikiwaka, por un dólar, a los hermanos Ross, la siempre alegre Lou se está adaptando a sus nuevas funciones como directora del campamento con su estilo habitual de entusiasmo exagerado. Está encantada de reunirse con los campistas Destiny, Finn y Matteo, quienes han regresado para otro verano emocionante lleno de diversión y amistad. Lou también da la bienvenida a algunas caras nuevas, incluido el consejero del campamento Noah, un actor alegre y entusiasta de Hollywood; Ava, una consejera tenaz de la gran ciudad; y Gwen, una excéntrica autocaravana que ha pasado toda su vida viviendo fuera de la red.

### Quinta temporada
De vuelta para otro verano emocionante en el campamento Kikiwaka en la zona rural de Maine, a veces con dificultades, están la entusiasta propietaria/directora del campamento, Lou, los consejeros Ava y Noah, y los campistas que regresan Destiny, Matteo y Finn, que están listos para emprender nuevas y divertidas aventuras. También dan la bienvenida al ingenioso y encantador Parker Preston, quien llega para apostar su reclamo del 15% al campamento y trae sus propias ideas exageradas que no necesariamente encajan con las de Lou, para su consternación. 

### Sexta temporada
Lou, Parker, Destiny y Noah llegan al futuro rancho Kikiwaka en Dusty Tush, Wyoming, donde Lou debe convencer al hosco propietario, también conocido como 'The Marshal' para que le venda oficialmente la propiedad. Mientras tanto, los consejeros Noah y Destiny tienen las manos ocupadas con los campistas recién llegados, incluido Bill, un descendiente sensato del famoso vaquero Bill Pickett que prefiere atar ganado a pasar el rato con amigos; Winnie, una chica intrépida que se ha ganado el apodo de rompiendo las reglas y ocasionalmente haciendo estallar cosas; y Jake, un chico relajado y tranquilo que también es un fanático de los videojuegos.

### Séptima temporada
Las travesuras concluyen en el Rancho Kikiwaka con Lou, su mano derecha Parker, además de los consejeros Destiny y Noah a lo largo del viaje. Cowboy Bill, la temeraria Winnie y el jugador Jake también están de vuelta para otro verano lleno de emoción y nuevas aventuras.

## Elenco y personajes
| Miranda May           | Louella «Lou» Hockhauser | Principal  | Principal  | Principal | Principal  | Principal  | Principal  | Principal  | Principal | Principal | Principal | Principal | Principal | Principal | Principal | Principal | Principal | Principal | Principal | Principal | Principal | Principal | Principal | Principal | Principal | Principal | Principal | Principal | Principal | Principal | Principal | Principal | Principal | Principal | Principal | Principal | Principal | Principal | Principal | Principal | Principal | Principal | Principal | Principal | Principal | Principal | Principal | Principal | Principal | Principal | Principal | Principal | Principal | Principal | Principal | Principal |  |  |  |  |  |
| Peyton List           | Emma Ross                | Principal  | Principal  | Principal |            | Invitada   |            |            |           |           |           |           |           |           |           |           |           |           |           |           |           |           |           |           |           |           |           |           |           |           |           |           |           |           |           |           |           |           |           |           |           |           |           |           |           |           |           |           |           |           |           |           |           |           |           |           |  |  |  |  |  |
| Karan Brar            | Ravi Ross                | Principal  | Principal  | Principal |            |            |            |            |           |           |           |           |           |           |           |           |           |           |           |           |           |           |           |           |           |           |           |           |           |           |           |           |           |           |           |           |           |           |           |           |           |           |           |           |           |           |           |           |           |           |           |           |           |           |           |           |  |  |  |  |  |
| Skai Jackson          | Zuri Ross                | Principal  | Principal  | Principal |            |            |            |            |           |           |           |           |           |           |           |           |           |           |           |           |           |           |           |           |           |           |           |           |           |           |           |           |           |           |           |           |           |           |           |           |           |           |           |           |           |           |           |           |           |           |           |           |           |           |           |           |  |  |  |  |  |
| Kevin Quinn           | Xander McCormick         | Principal  | Principal  |           |            |            |            |            |           |           |           |           |           |           |           |           |           |           |           |           |           |           |           |           |           |           |           |           |           |           |           |           |           |           |           |           |           |           |           |           |           |           |           |           |           |           |           |           |           |           |           |           |           |           |           |           |  |  |  |  |  |
| Nathan Arenas         | Jorge Ramírez            | Principal  | Principal  |           |            |            |            |            |           |           |           |           |           |           |           |           |           |           |           |           |           |           |           |           |           |           |           |           |           |           |           |           |           |           |           |           |           |           |           |           |           |           |           |           |           |           |           |           |           |           |           |           |           |           |           |           |  |  |  |  |  |
| Nina Lu               | Tiffany Chen             | Principal  | Principal  |           |            |            |            |            |           |           |           |           |           |           |           |           |           |           |           |           |           |           |           |           |           |           |           |           |           |           |           |           |           |           |           |           |           |           |           |           |           |           |           |           |           |           |           |           |           |           |           |           |           |           |           |           |  |  |  |  |  |
| Mallory James Mahoney | Destiny Baker            |            |            | Principal | Principal  | Principal  | Principal  | Principal  |           |           |           |           |           |           |           |           |           |           |           |           |           |           |           |           |           |           |           |           |           |           |           |           |           |           |           |           |           |           |           |           |           |           |           |           |           |           |           |           |           |           |           |           |           |           |           |           |  |  |  |  |  |
| Will Buie Jr.         | Finn Sawyer              |            |            | Principal | Principal  | Principal  | Invitado   | Invitado   |           |           |           |           |           |           |           |           |           |           |           |           |           |           |           |           |           |           |           |           |           |           |           |           |           |           |           |           |           |           |           |           |           |           |           |           |           |           |           |           |           |           |           |           |           |           |           |           |  |  |  |  |  |
| Raphael Alejandro     | Matteo Silva             |            |            | Principal | Principal  | Principal  |            | Invitado   |           |           |           |           |           |           |           |           |           |           |           |           |           |           |           |           |           |           |           |           |           |           |           |           |           |           |           |           |           |           |           |           |           |           |           |           |           |           |           |           |           |           |           |           |           |           |           |           |  |  |  |  |  |
| Israel Johnson        | Noah Lambert             |            |            |           | Principal  | Principal  | Principal  | Principal  |           |           |           |           |           |           |           |           |           |           |           |           |           |           |           |           |           |           |           |           |           |           |           |           |           |           |           |           |           |           |           |           |           |           |           |           |           |           |           |           |           |           |           |           |           |           |           |           |  |  |  |  |  |
| Shelby Simmons        | Ava King                 |            |            |           | Principal  | Principal  |            | Invitada   |           |           |           |           |           |           |           |           |           |           |           |           |           |           |           |           |           |           |           |           |           |           |           |           |           |           |           |           |           |           |           |           |           |           |           |           |           |           |           |           |           |           |           |           |           |           |           |           |  |  |  |  |  |
| Scarlett Estevez      | Gwen Flores              |            |            |           | Principal  | Invitada   |            | Invitada   |           |           |           |           |           |           |           |           |           |           |           |           |           |           |           |           |           |           |           |           |           |           |           |           |           |           |           |           |           |           |           |           |           |           |           |           |           |           |           |           |           |           |           |           |           |           |           |           |  |  |  |  |  |
| Trevor Tordjman       | Parker Preston           |            |            |           |            | Principal  | Principal  | Principal  |           |           |           |           |           |           |           |           |           |           |           |           |           |           |           |           |           |           |           |           |           |           |           |           |           |           |           |           |           |           |           |           |           |           |           |           |           |           |           |           |           |           |           |           |           |           |           |           |  |  |  |  |  |
| Luke Busey            | Jake Jacobs              |            |            |           |            |            | Principal  | Principal  |           |           |           |           |           |           |           |           |           |           |           |           |           |           |           |           |           |           |           |           |           |           |           |           |           |           |           |           |           |           |           |           |           |           |           |           |           |           |           |           |           |           |           |           |           |           |           |           |  |  |  |  |  |
| Shiloh Verrico        | Winnie Webber            |            |            |           |            |            | Principal  | Principal  |           |           |           |           |           |           |           |           |           |           |           |           |           |           |           |           |           |           |           |           |           |           |           |           |           |           |           |           |           |           |           |           |           |           |           |           |           |           |           |           |           |           |           |           |           |           |           |           |  |  |  |  |  |
| Alfred Lewis III      | Bill Pickett             |            |            |           |            |            | Principal  | Principal  |           |           |           |           |           |           |           |           |           |           |           |           |           |           |           |           |           |           |           |           |           |           |           |           |           |           |           |           |           |           |           |           |           |           |           |           |           |           |           |           |           |           |           |           |           |           |           |           |  |  |  |  |  |
| Recurrentes           |                          |            |            |           |            |            |            |            |           |           |           |           |           |           |           |           |           |           |           |           |           |           |           |           |           |           |           |           |           |           |           |           |           |           |           |           |           |           |           |           |           |           |           |           |           |           |           |           |           |           |           |           |           |           |           |           |  |  |  |  |  |
| Frank, el lagarto     | Sra. Kipling             | Recurrente | Recurrente | Invitado  | Invitado   |            |            |            |           |           |           |           |           |           |           |           |           |           |           |           |           |           |           |           |           |           |           |           |           |           |           |           |           |           |           |           |           |           |           |           |           |           |           |           |           |           |           |           |           |           |           |           |           |           |           |           |  |  |  |  |  |
| Tessa Netting         | Hazel Swearengen         | Recurrente | Recurrente |           | Invitada   |            |            |            |           |           |           |           |           |           |           |           |           |           |           |           |           |           |           |           |           |           |           |           |           |           |           |           |           |           |           |           |           |           |           |           |           |           |           |           |           |           |           |           |           |           |           |           |           |           |           |           |  |  |  |  |  |
| Mary Scheer           | Gladys                   | Recurrente | Recurrente |           |            |            |            |            |           |           |           |           |           |           |           |           |           |           |           |           |           |           |           |           |           |           |           |           |           |           |           |           |           |           |           |           |           |           |           |           |           |           |           |           |           |           |           |           |           |           |           |           |           |           |           |           |  |  |  |  |  |
| Nate Tone             | Timmy                    | Recurrente | Invitada   | Invitada  |            |            |            |            |           |           |           |           |           |           |           |           |           |           |           |           |           |           |           |           |           |           |           |           |           |           |           |           |           |           |           |           |           |           |           |           |           |           |           |           |           |           |           |           |           |           |           |           |           |           |           |           |  |  |  |  |  |
| Casey Campbell        | Murphy                   | Invitado   | Recurrente | Invitado  |            |            |            |            |           |           |           |           |           |           |           |           |           |           |           |           |           |           |           |           |           |           |           |           |           |           |           |           |           |           |           |           |           |           |           |           |           |           |           |           |           |           |           |           |           |           |           |           |           |           |           |           |  |  |  |  |  |
| Lily Mae Silverstein  | Lydia                    |            | Recurrente | Invitada  |            |            |            |            |           |           |           |           |           |           |           |           |           |           |           |           |           |           |           |           |           |           |           |           |           |           |           |           |           |           |           |           |           |           |           |           |           |           |           |           |           |           |           |           |           |           |           |           |           |           |           |           |  |  |  |  |  |
| Lincoln Melcher       | Griff Jones              |            | Recurrente |           |            |            |            |            |           |           |           |           |           |           |           |           |           |           |           |           |           |           |           |           |           |           |           |           |           |           |           |           |           |           |           |           |           |           |           |           |           |           |           |           |           |           |           |           |           |           |           |           |           |           |           |           |  |  |  |  |  |
| Raini Rodríguez       | Barb Barca               |            |            |           | Recurrente | Recurrente |            | Invitada   |           |           |           |           |           |           |           |           |           |           |           |           |           |           |           |           |           |           |           |           |           |           |           |           |           |           |           |           |           |           |           |           |           |           |           |           |           |           |           |           |           |           |           |           |           |           |           |           |  |  |  |  |  |
| Ellen Karsten         | Miss Tilly               |            |            |           | Recurrente | Recurrente |            |            |           |           |           |           |           |           |           |           |           |           |           |           |           |           |           |           |           |           |           |           |           |           |           |           |           |           |           |           |           |           |           |           |           |           |           |           |           |           |           |           |           |           |           |           |           |           |           |           |  |  |  |  |  |
| Garrett Holden Bales  | Chef Jeff                |            |            |           | Recurrente |            |            |            |           |           |           |           |           |           |           |           |           |           |           |           |           |           |           |           |           |           |           |           |           |           |           |           |           |           |           |           |           |           |           |           |           |           |           |           |           |           |           |           |           |           |           |           |           |           |           |           |  |  |  |  |  |
| Michael McCusker      | Boomer Gower             |            |            |           | Recurrente |            |            |            |           |           |           |           |           |           |           |           |           |           |           |           |           |           |           |           |           |           |           |           |           |           |           |           |           |           |           |           |           |           |           |           |           |           |           |           |           |           |           |           |           |           |           |           |           |           |           |           |  |  |  |  |  |
| Kyriana Kratter       | Nadine                   |            |            |           |            | Recurrente |            |            |           |           |           |           |           |           |           |           |           |           |           |           |           |           |           |           |           |           |           |           |           |           |           |           |           |           |           |           |           |           |           |           |           |           |           |           |           |           |           |           |           |           |           |           |           |           |           |           |  |  |  |  |  |
| Thom Rivera           | The Marshal              |            |            |           |            |            | Recurrente | Recurrente |           |           |           |           |           |           |           |           |           |           |           |           |           |           |           |           |           |           |           |           |           |           |           |           |           |           |           |           |           |           |           |           |           |           |           |           |           |           |           |           |           |           |           |           |           |           |           |           |  |  |  |  |  |
| Invitados de Jessie   |                          |            |            |           |            |            |            |            |           |           |           |           |           |           |           |           |           |           |           |           |           |           |           |           |           |           |           |           |           |           |           |           |           |           |           |           |           |           |           |           |           |           |           |           |           |           |           |           |           |           |           |           |           |           |           |           |  |  |  |  |  |
| Cameron Boyce         | Luke Ross                | Invitado   | Invitado   |           |            |            |            |            |           |           |           |           |           |           |           |           |           |           |           |           |           |           |           |           |           |           |           |           |           |           |           |           |           |           |           |           |           |           |           |           |           |           |           |           |           |           |           |           |           |           |           |           |           |           |           |           |  |  |  |  |  |
| Kevin Chamberlin      | Bertram Winkle           |            | Invitado   |           |            |            |            |            |           |           |           |           |           |           |           |           |           |           |           |           |           |           |           |           |           |           |           |           |           |           |           |           |           |           |           |           |           |           |           |           |           |           |           |           |           |           |           |           |           |           |           |           |           |           |           |           |  |  |  |  |  |
| Christina Moore       | Christina Ross           |            | Invitado   |           |            |            |            |            |           |           |           |           |           |           |           |           |           |           |           |           |           |           |           |           |           |           |           |           |           |           |           |           |           |           |           |           |           |           |           |           |           |           |           |           |           |           |           |           |           |           |           |           |           |           |           |           |  |  |  |  |  |

### Elenco invitado
Primera temporada
- Myko Olivier como Dr. Hunter Brody (Amistad con el enemigo).
- Harrison White como Santa Claus (Secret Santa).
- Andrew Caldwell como Ted (No Escape).
- Amanda LaCount como Ginger (Encuentros cercanos del tipo Campo).
- Amarr M. Wooten como Marsh (Encuentros cercanos del tipo de campamento).
- Chandler Massey como Noah (Por amor y dinero).
- Kelly Washington como Sasha (El amor es para los pájaros).
- Larry Poindexter como Gerald McCormick (Xander dice adiós).
- Spencer List como Eric (Luke's Back).

Segunda temporada
- Paula Rhodes como Stephanie Queen (Reina de los gritos).
- Emma Shannon  como Pequeña Lou (Luke Out Below).
- Mason Patrick Mahay como Pequeño Xander (Luke Out Below).
- Taylor Autumn Bertman as Pequeña Hazel (Luke Out Below).
- Harrison White como Pequeña Hazel (Luke Out Below).
- James Gaisford como Tucker / Bronson (Lucha de barro).
- Nina Millin  como la Dra. Sharon Chen (Campamento Stinky Waka).
- Jason Bosch como Oficial de Libertad Condicional Gribbly (Los sueños se hacen realidad).
- Tate Hanyok como la oficial Marie Poutine (No iniciamos el incendio).
- Sean Whalen como la oficial Marie Poutine (No iniciamos el incendio).

Tercera temporada
- Lisa Linke como la inspectora Penelope Dinsmore (Take the Cake).
- Robert Towers como Gecomo Oscar (Juego de tótems).
- Dawson Fletcher como Oscar (Juego de tótems).
- Abigail Dylan Harrison como Janice (baños y tiaras).
- Beth Curry como Dixie Hockhauser (Bungle in the Jungle).
- Bertrand-Xavier Corby como Bartholomew (Atole y castigo inusual).
- Meryl Hathaway como Barnabia (¡Es una maravilla!)
- Annie Sertich como Dr. Blackburn (Up, Up and Away).
- Owen Atlas como "Doug" (Up, Up and Away).
- Hannah Bowen como Kikiwaka (Up, Up and Away).

Cuarta temporada
- Madelyn Grace como Ruby (Sí, mentiras y escape de la torre).
- Christina Anthony como Bonnie King (Un desastre de ubre).
- Lucas Stadvec como Reggie (Hot Spring Friend Machine).
- Ricardo Hurtado como Austin Justin (Water Under the Dock).
- Chico Benymon como Randy (Lake Rancid).
- Lidya Jewett como Riley (Entre un mapache y un lugar difícil).
- Cleo Fraser como Talia (Entre un mapache y un lugar difícil)).
- Joelle Better como Talia (Entre un mapache y un lugar difícil)).
- Bryce Adam Brown como Chet (Sore Lou-ser).
- Izzy Newman como Cynthia (Sore Lou-ser).
- Malachi Barton como Jasper Flores (Lone Wolf).
- Joel Swetow como Pa Gordon (Lobo solitario).
- Gloria Aung como Alice (Serfs Up-Rising).
- Amanda Christine como Kaylie Champion (Campeones estrechos).
- Estelle Hermansen como Sophie (Campeones estrechos).
- Adrianna Bean como Taylor (Campeones estrechos).
- Travis Burnett como Brian (Historia de dos apiladores).
- Maggie Carney como Midge (Lo que sea que flote en tu barco de cabras).
- Connor Cain como Derek (Copas de nieve y puñetazos).
- Devin Slade Aaron como Max (The S'more, The S'merrier).
- Tanner Swagger como Joe (The S'more, The S'merrier).
- Shirley Jordan como Edna (The S'more, The S'merrier).
- Tajh Bellow como Alex King (Lava a primera vista).
- Kristina Marie Hayes  como Ma Gower (Relaciones con el payaso y la ciudad).
- Scarlett Abinante como Skyler Gower (Relaciones entre la ciudad y el payaso).
- Chandler Ryan  como Martha (Whisper Toots).
- Jerry Trainor como Dave (My Fairy Lady).
- McKale Jude Bingham como Becca (My Fairy Lady).
- Shaylee Mansfield como Willow (My Fairy Lady).
- Jayme Andrews como Jerry Collins (Peleas de ocupantes ilegales).
- Mackenzie Marsh como Ronnie (Tres estrellas y un bebé).
- Jinhee Joung  como S3an (Manic Moose Day).
- Zach Willis como Benji (Manic Moose Day).
- Nick A. Fisher  como Kyle (Raven About Bunk'd).
- Raven-Symoné como Raven Baxter (Raven About Bunk'd).
- Issac Ryan Brown como Booker Baxter-Carter (Raven About Bunk'd).
- Navia Robinson como Nia Baxter-Carter (Raven About Bunk'd).
- Jason Maybaum  como Levi Grayson (Raven About Bunk'd).
- Sky Katz como Tess O'Malley (Raven About Bunk'd).
- Anneliese van der Pol como Chelsea Grayson (Raven About Bunk'd).

## Episodios
| Temporada | Temporada | Episodios | Episodios | Emisión original        | Emisión original         |
| Temporada | Temporada | Episodios | Episodios | Primera emisión         | Última emisión           |
| --------- | --------- | --------- | --------- | ----------------------- | ------------------------ |
|           | 1         | 21        | 21        | 27 de noviembre de 2015 | 29 de abril de 2016      |
|           | 2         | 21        | 21        | 28 de octubre de 2016   | 24 de mayo de 2017       |
|           | 3         | 16        | 16        | 18 de junio de 2018     | 21 de septiembre de 2018 |
|           | 4         | 30        | 30        | 20 de junio de 2019     | 24 de julio de 2020      |
|           | 5         | 21        | 21        | 15 de enero de 2021     | 6 de agosto de 2021      |
|           | 6         | 30        | 30        | 10 de junio de 2022     | 21 de mayo de 2023       |
|           | 7         | 22        | 22        | 23 de julio de 2023     | 2 de agosto de 2024      |

## Premios y nominaciones
| Año  | Premio              | Nominado                                            | Categoría                                         | Resultado | Ref   |
| ---- | ------------------- | --------------------------------------------------- | ------------------------------------------------- | --------- | ----- |
| 2025 | Kids' Choice Awards | Bunk'd                                              | Programa de televisión infantil favorito          | Nominado  | [ 6 ] |
| 2025 | Kids' Choice Awards | Trevor Tordjman por su papel de Parker Preston      | Estrella de televisión masculina favorita (niños) | Nominado  | [ 6 ] |
| 2025 | Kids' Choice Awards | Mallory James Mahoney por su papel de Destiny Baker | Estrella de televisión femenina favorita (niños)  | Nominada  | [ 6 ] |
| 2025 | Kids' Choice Awards | Miranda May por su papel de Lou Hockhauser          | Estrella de televisión femenina favorita (niños)  | Nominada  | [ 6 ] |